# Sean McMahon
Pour les articles homonymes, voir McMahon.

a Compétitions nationales et continentales officielles uniquement.

b Matchs officiels uniquement.
Dernière mise à jour le 4 octobre 2021.
Sean McMahon, né le 18 juin 1994 à Brisbane (Australie), est un joueur de rugby à XV international australien qui évolue aux postes de troisième ligne aile ou de troisième ligne centre. Il joue avec les Suntory Sungoliath en Top League depuis 2017.

## Biographie

### Formation et carrière à sept (jusqu'en 2014)

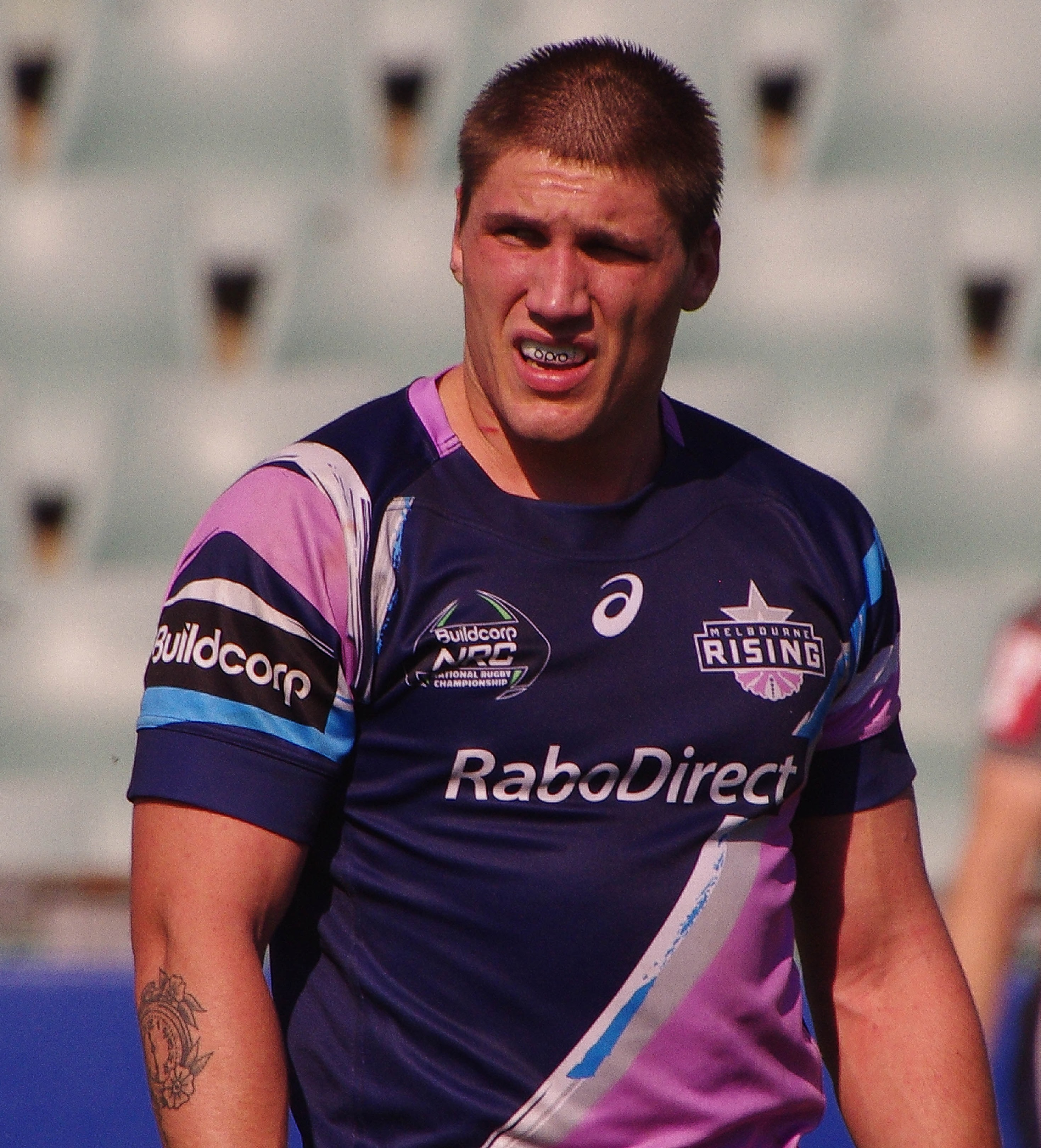
Sean McMahon sous le maillot des Melbourne Rising en octobre 2014.

Sean McMahon est né à Brisbane, et joue lors de son enfance au rugby à XIII, qui est le sport le plus populaire dans cette région. 
Il passe au rugby à XV à l'adolescence lorsqu'il entre au Nudgee College (en). Il joue avec l'équipe de rugby de son établissement, avec qui il fait un parcours remarqué. Il remporte avec son équipe le championnat lycéen régional à deux reprises, en 2010 et 2011, et représente la sélection scolaire du Queensland en 2010. En 2011, il joue avec la sélection scolaire australienne (en).
En 2011, alors qu'il est âgé de 17 ans et approche de la fin de sa scolarité, il envisage sérieusement d'arrêter le rugby pour s'engager dans l'armée australienne. Juste avant d'entériner sa décision, il décide de participer au tournoi de rugby à sept de Noosa avec l'équipe de Newstar. McMahon n'avait alors jamais joué à sept de sa vie. Son équipe fait un parcours très inattendu lors du tournoi, en se hissant jusqu'en finale, où ils triomphent de la sélection australienne. Parmi ses coéquipiers lors du tournoi, on retrouve le futur Wallaby Samu Kerevi, et les futurs internationaux à sept Pama Fou et Junior Rasolea (en).
Repéré par ses performances à Noosa, il est sélectionné par Michael O'Connor pour faire partie de la sélection australienne à sept deux semaines plus tard,. Retenu pour disputer la saison 2011-2012 des IRB Sevens World Series, il fait ses débuts en novembre 2011 lors du tournoi de Gold Coast. Toujours âgé de 17 ans, il devient alors le plus jeune joueur à représenter cette équipe.
Ayant laissé tomber son projet d'entrer dans l'armée, il obtient un contrat avec la sélection à sept, et en devient un membre régulier lors des trois saisons suivantes,. Durant cette période, il joue dix tournois des Sevens Series. Il est également retenu pour disputer la Coupe du monde 2013 en Russie, ainsi que les Jeux du Commonwealth en 2014,.
Parallèlement à sa carrière à sept, il continue de jouer au rugby à XV avec le club de GPS Rugby dans le Queensland Premier Rugby. Il est finaliste de cette compétition en 2013.
Il représente également l'équipe d'Australie des moins de 20 ans lors des championnats du monde junior en 2012 et 2014,.

### Débuts avec lesRebelset lesWallabies(2014-2017)

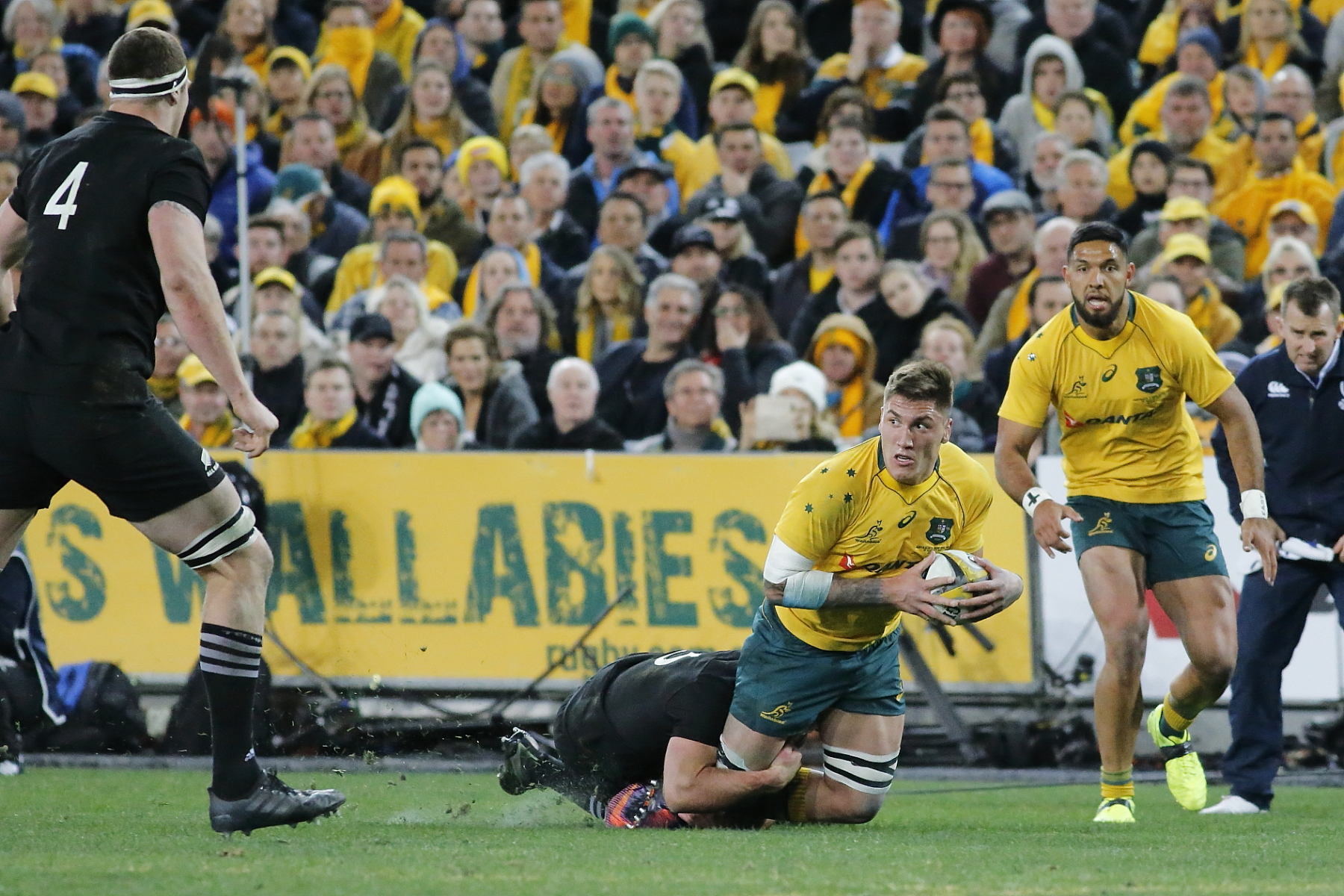
Sean McMahon, ballon en main, lors d'un match face à la Nouvelle-Zélande en lors du Rugby Championship 2017.

À la fin de l'année 2013, Sean McMahon décide de s'éloigner de sa carrière à sept pour rejoindre le groupe élargi d'entraînement de la franchise des Melbourne Rebels pour la saison 2014 de Super Rugby,. Il joue son premier match le 28 février 2014 contre les Cheetahs. Lors de sa première saison, il joue sept matchs, dont six comme titulaire.
Après cette première saison en Super Rugby, il rejoint également les Melbourne Rising, pour disputer le National Rugby Championship (NRC) nouvellement créé. Il effectue une série de bonnes performances avec son équipe, au point d'être élu meilleur joueur du championnat à la fin de la saison,.
En octobre 2014, il est sélectionné pour la première fois par le nouveau sélectionneur Michael Cheika en Équipe d'Australie de rugby à XV pour disputer la tournée en Europe. Il joue un premier match non-officiel contre les Barbarians le 8 novembre 2014. Une semaine plus tard, le 8 novembre 2014, il obtient sa première cape face au pays de Galles à Cardiff,.
En 2015, il s'impose comme un titulaire indiscutable au sein de la troisième ligne des Rebels,. Il prolonge son contrat avec sa franchise jusqu'en 2017.
En sélection, bien qu'il soit présent dans le groupe, il ne dispute aucune rencontre du Rugby Championship 2015 que son équipe remporte. Malgré cela, il est tout de même sélectionné pour participer à la Coupe du monde 2015 en Angleterre. Il ne joue que deux matchs lors de la compétition, à l'occasion de la phase de poule. Il est titularisé face à l'Uruguay, match où il reçoit le titre d'homme du match, et le pays de Galles,. Malgré ses bonnes performances, il ne parvient pas déloger les indiscutables Michael Hooper et David Pocock pour les phases finales du tournoi, que son équipe termine à une place de finaliste.
Après le mondial, il continue d'être un cadre des Rebels, et en est considéré comme l'un des meilleurs joueurs,.
Avec les Wallabies, il devient à partir de 2016 la première option au poste de troisième ligne centre,. Malgré le fait qu'il soit devenu un cadre de l'équipe de Cheika, il met sa carrière internationale entre parenthèses lorsqu'il décide de poursuivre sa carrière au Japon,.

### Départ au Japon (depuis 2017)

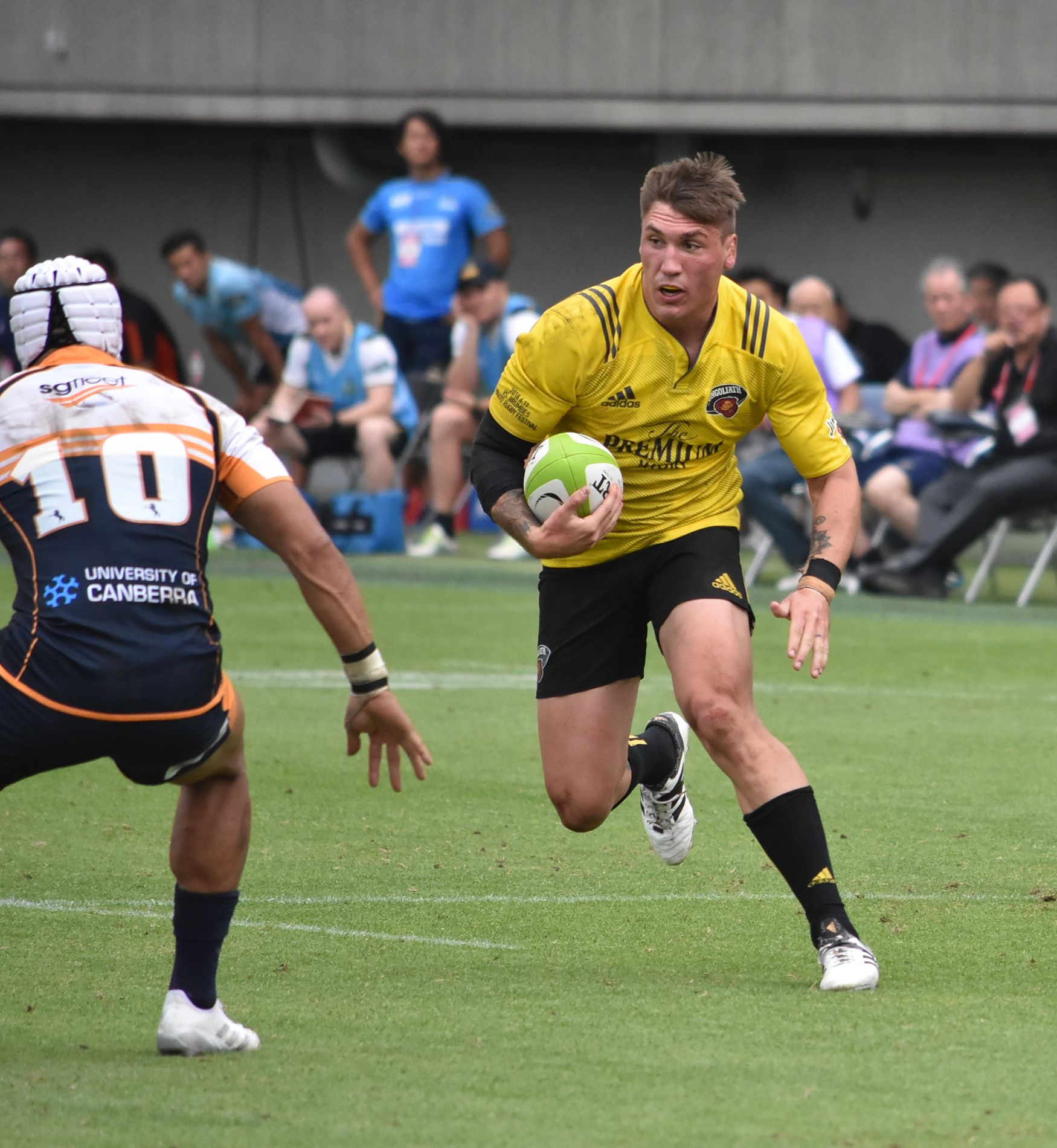
Sean McMahon, ballon en main, sous le maillot des Suntory Sungoliath en 2018.

Sean McMahon s'engage en 2017 avec les Suntory Sungoliath, évoluant en Top League. Avec le club de Fuchū, il remporte le championnat dès sa première saison,.
En 2019, il est prévu que McMahon s'engage avec la franchise japonaise des Sunwolves, évoluant en Super Rugby. Néanmoins, il ne rejoint finalement cette équipe après une blessure au pied.
Il fait un bref retour avec la sélection australienne à sept en décembre 2019 pour le Tournoi d'Afrique du Sud. McMahon a alors pour ambition de disputer les Jeux olympiques 2020 à Tokyo, mais le report de l'évènement à cause de la pandémie de Covid-19 y met un terme prématuré,.
En septembre 2021, il profite d'un assouplissement des règles de sélection des Wallabies, pour faire son retour en sélection nationale. Il joue son premier match depuis quatre ans à l'occasion de la dernière rencontre du Rugby Championship 2021 face à l'Argentine,.

## Palmarès

### En équipe nationale
- Finaliste de Coupe du monde en 2015.

### En club
- Vainqueur de la Top League en 2018 avec les Suntory Sungoliath.
- Finaliste de la Top League en 2021 avec les Suntory Sungoliath.

## Statistiques en équipe nationale
Sean McMahon porte le maillot australien d'abord avec la sélection australienne de rugby à sept, sélection avec laquelle il participe à la coupe du monde 2013 disputée à Moscou où il dispute trois rencontres et inscrit un essai. Il dispute également les étapes de l'IRB Seven World Series de 2011 à 2019 et aux jeux du Commonwealth de 2014 où il dispute six rencontres et inscrit trois essais
Au 3 octobre 2021, Sean McMahon compte vingt-sept sélections avec les Wallabies, dont vingt-et-une titularisations, depuis le 18 novembre 2014 face au pays de Galles à Cardiff.
Parmi ces sélections, il compte 10 sélections en Rugby Championship, participant aux éditions de 2016, 2017 et 2021.
Il dispute une édition de la Coupe du monde, lors de l'édition 2015 où il participe aux rencontres face à l'Uruguay et le pays de Galles.